# Jupiter Ascending
Jupiter Ascending er en amerikansk science fiction-film fra 2015 skrevet, produceret og instrueret af Lana og Lilly Wachowski.

## Medvirkende
- Channing Tatum som Caine Wise.[5][6]
- Mila Kunis som Jupiter Jones [7]
- Sean Bean som Stinger, en "Han Solo-type karakter".[8][7][9]
- Eddie Redmayne som Balem Abrasax [7][10]
- Douglas Booth som Titus Abrasax.[7]
- Tuppence Middleton som Kalique Abrasax [7]
- Bae Doona i en lille rolle som bounty hunter.[11][12]
- James D'Arcy i en lille rolle skudt på tre dage[13]
- Tim Pigott-Smith
- David Ajala som Ibis[14]
- Charlotte Beaumonti en lille rolle som Stinger datter.[15]
- Terry Gilliam i "en lille, men vigtig del"[16] i en scene, der er en hyldest til Gilliam's Brazil.[17]
- Gugu Mbatha-Raw som et halvt menneske, halvt rådyr genetisk splejsning[18]
- Sarah Campbell som Jupiters gynækologisk sygeplejerske.[19][20]
- Kick Gurry[21]
- Edward Hogg[22]
- Nikki Amuka-Bird[23]
- Luke Neal[24]

## Eksterne Henvisninger
- Jupiter Ascending på Internet Movie Database (engelsk)
- Jupiter Ascending på Filmdatabasen
- Jupiter Ascending på Scope
- Jupiter Ascending i Svensk Filmdatabas (svensk)
- Jupiter Ascending på AlloCiné (fransk)
- Jupiter Ascending på MovieMeter (nederlandsk)
- Jupiter Ascending på AllMovie (engelsk)
- Jupiter Ascending på Turner Classic Movies (engelsk)
- Jupiter Ascending på The Movie Database (engelsk)
- Jupiter Ascending på Rotten Tomatoes (engelsk)